# Aleochara brevipennis
Aleochara brevipennis är en skalbaggsart som beskrevs av Johann Ludwig Christian Gravenhorst 1806. Aleochara brevipennis ingår i släktet Aleochara, och familjen kortvingar. Arten är reproducerande i Sverige.